# UCI Oceania Tour 2015
Die UCI Oceania Tour 2015 ist die elfte Austragung des zur Saison 2005 vom Weltradsportverband UCI eingeführten ozeanischen Straßenradsport-Kalenders unterhalb der UCI WorldTour, der zu den UCI Continental Circuits gehört. Die Saison beginnt am 1. Januar 2015 und endet am 31. Dezember 2015.
Die Eintagesrennen und Etappenrennen der UCI Oceania Tour sind in drei Kategorien (HC, 1 und 2) eingeteilt. Bei jedem Rennen werden Punkte für eine Gesamtwertung der Fahrer, Mannschaften und Nationen vergeben. An dieser Mannschaftswertung nehmen die Professional Continental Teams und die Continental Teams teil. An der Nationenwertung nehmen nur die Nationen des Kontinents teil, gezählt werden aber die Ergebnisse aller Circuits. An den einzelnen Rennen können auch UCI WorldTeams teilnehmen, die von Fahrern der WorldTeams erzielten Platzierungen bleiben aber für die Rankings außer Betracht.

Zu den Regeln der einzelnen Ranglisten: 

## Januar
| Datum  | Rennen                    | Kat. | Sieger        | Team               |
| ------ | ------------------------- | ---- | ------------- | ------------------ |
| 28.–1. | New Zealand Cycle Classic | 2.2  | Taylor Gunman | Avanti Racing Team |

## Februar
| Datum | Rennen                                         | Kat. | Sieger          | Team               |
| ----- | ---------------------------------------------- | ---- | --------------- | ------------------ |
| 1.    | Cadel Evans Great Ocean Road Race              | 1.1  | Gianni Meersman | Etixx-Quick Step   |
| 4.–8. | Herald Sun Tour                                | 2.1  | Cameron Meyer   | Orica GreenEdge    |
| 13.   | Ozeanienmeisterschaft – Einzelzeitfahren       | CC   | Michael Hepburn | Australien         |
| 13.   | Ozeanienmeisterschaft – Einzelzeitfahren (U23) | CC   | Harry Carpenter | Australien         |
| 15.   | Ozeanienmeisterschaft – Straßenrennen          | CC   | Taylor Gunman   | Neuseeland         |
| 28.   | The REV Classic                                | 1.2  | Patrick Bevin   | Avanti Racing Team |

## Gesamtwertung
(Endstand: 31. Dezember 2015)
| Platz | Fahrer         |            | Team | Punkte |
| ----- | -------------- | ---------- | ---- | ------ |
| 1.    | Taylor Gunman  | Neuseeland | ART  | 152    |
| 2.    | Patrick Bevin  | Neuseeland | ART  | 135    |
| 3.    | Joseph Cooper  | Neuseeland | ART  | 100    |
| 4.    | Jordan Kerby   | Australien | DPC  | 74     |
| 5.    | Jason Christie | Neuseeland | ART  | 72     |

| Platz | Team                                   |                    | Punkte |
| ----- | -------------------------------------- | ------------------ | ------ |
| 1.    | Avanti Racing Team                     | Neuseeland         | 546    |
| 2.    | Drapac Professional Cycling            | Australien         | 145    |
| 3.    | Team Budget Forklifts                  | Australien         | 142    |
| 4.    | Axeon Cycling Team                     | Vereinigte Staaten | 46     |
| 5.    | Data #3 Symantec Racing Team p/b Scody | Australien         | 30     |

| Platz | Nation     | Punkte |
| ----- | ---------- | ------ |
| 1.    | Neuseeland | 1215   |
| 2.    | Australien | 775    |

| Platz | Nation (U23) | Punkte |
| ----- | ------------ | ------ |
| 1.    | Australien   | 363    |
| 2.    | Neuseeland   | 308    |